# I. Ariarathész kappadókiai király
I. Ariarathész (ógörögül: Ἀριαράθης), (? – Kr. e. 322) az első kappadókia király Kr. e. 331-től haláláig.
Ariarathész Nagy Sándor kortársa volt, és Kappadókia szatrapája Kr. e. 350-től. Kr. e. 331-től királyként kezdett uralkodni, de Sándor halála után megtámadta őt Perdikkasz Kr. e. 322-ben. Ariarathész fogságba esett, és Perdikkasz parancsára ki is végezték. Életéről Plutarkhosz számol be (Eum. 3). Fia, II. Ariarathész Armeniába menekült, és csak Kr. e. 301-ben tudta visszaszerezni édesapja örökségét.